# Європейський виконавчий наказ
Європейський виконавчий лист (ЄВЛ) — метод виконання іноземних судових рішень у межах Європейського Союзу без необхідности будь-яких проміжних проваджень, таких як екзекватура. Процедура була встановлена Регламентом Ради (ЄС) 805/2004 від 21 квітня 2004 року та набула чинности 21 жовтня 2005 року.

## Законодавство
ЄВЛ застосовується лише до безспірних позовів. Безспірні позови визначені в статті 3 регламенту як одне з наступного:
1. боржник прямо погодився на це шляхом визнання або шляхом мирової угоди, яка була затверджена судом або укладена в суді під час провадження; або
2. боржник ніколи не заперечував проти цього, дотримуючись відповідних процесуальних вимог згідно із законодавством держави-члена походження (де було винесено судове рішення або виникла вимога); або
3. після первинного заперечення боржник ніколи не з’являвся або не був представлений у суді, за умови, що така поведінка означає мовчазне визнання вимоги або фактів, на які стверджує кредитор, відповідно до законодавства держави-члена походження; або
4. боржник прямо погодився на це в «автентичному документі», тобто документі, зміст і підпис якого було «засвідчено» державним органом.

Регламент передбачає механізм, за допомогою якого, якщо відповідач заперечує проти використання ЄВЛ, справа може стати судовою справою, яка потім може бути захищена.
ЄВЛ можна використовувати лише в цивільних або комерційних справах і, зокрема, не стосується статусу чи правоздатности фізичних осіб, майнових прав, що виникають із подружніх відносин, заповітів і спадкування; банкрутство, процедури, пов’язані з ліквідацією неплатоспроможних компаній або інших юридичних осіб, судові домовленості, компонування та аналогічні процедури; соціальне забезпечення; арбітраж. Однак стаття 10 Регламенту № 805/2004 вимагає, щоб будь-яка заява про виправлення або відкликання Європейського виконавчого листа; на будь-якій із зазначених вище підстав або на будь-якій іншій основі; може бути подано лише шляхом звернення до суду походження, який спочатку видав Європейський сертифікат про примусове виконання (ЄСПВ) – тобто будь-яка така заява про відкликання або виправлення ЄСПВ може бути подана лише до суду держави походження, яка спочатку створювала ЄСПВ. Дія цих положень і намір полягає в тому, щоб запобігти оскарженню боржниками європейських виконавчих наказів у державі виконання без попереднього звернення до держави походження, де спочатку було складено ЄСПВ. Єдині винятки з цього загального правила виникають відповідно до статті 21 Регламенту № 805/2004, яка дозволяє боржникам за судовим рішенням оскаржувати ЄСПВ, якщо раніше було винесено судове рішення, що передує судовому рішенню, що формує основу ЄСПВ, і в якому беруть участь ті самі сторони та та сама причина позову, яка несумісна з ЄВЛC та/або якщо сам сертифікат ЄВЛ є явно дефектним, оскільки суд походження, який видав ЄСПВ, не дотримався мінімальних стандартів для виготовлення ЄСПВ, як викладено в Регламенті № 805/2004. Прикладом недотримання мінімальних стандартів може бути те, що суд походження не відмітив усі поля, які підтверджують належне вручення боржнику за рішенням суду.